# Sukiennice w Ieper

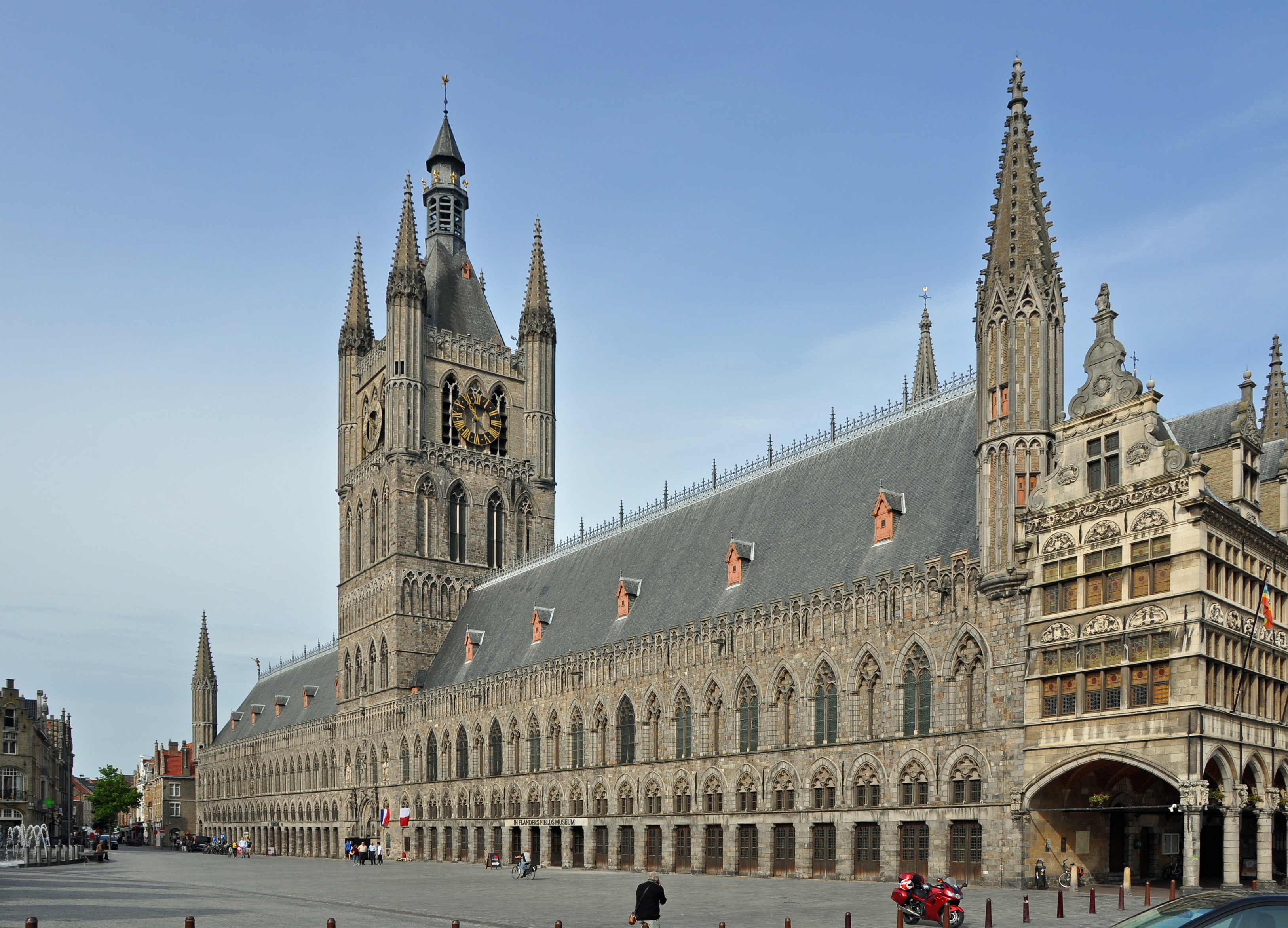
Ratusz w dzień

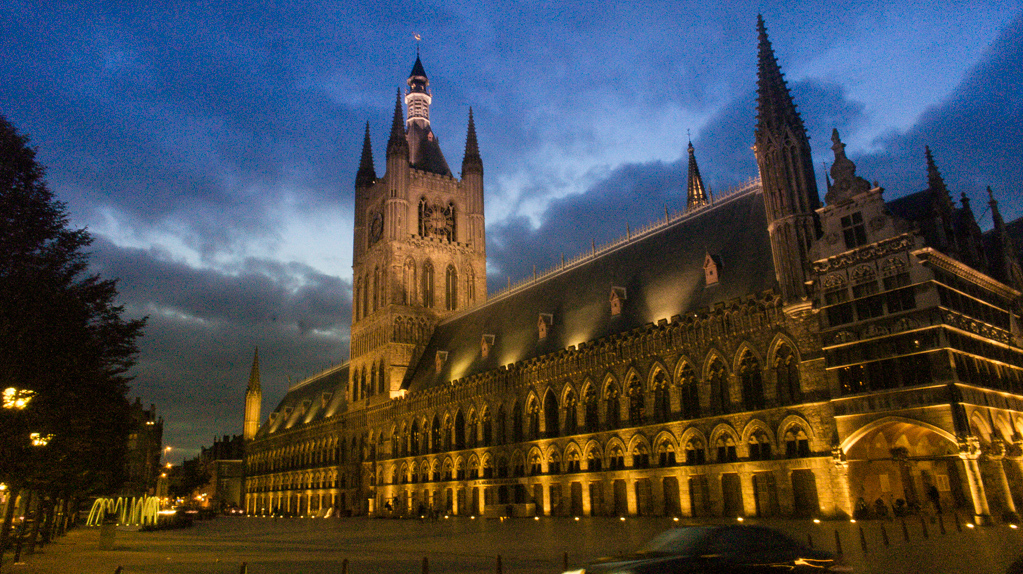
...i w nocy

Ratusz i sukiennice w Ieper (niderl. Llakenhal lub Lakenhalle) – historyczna siedziba władz miejskich Ieper, (Zachodnia Flandria, Belgia), jeden z największych obiektów o charakterze handlowym i municypalnym średniowiecznej Europy. Oprócz funkcji siedziby władz pełnił rolę sukiennic, w których przechowywano i handlowano suknem, które w średniowiecznej Flandrii był kluczowym źródłem gospodarczej prosperity. Cenny przykład gotyckiej architektury świeckiej Niderlandów. 
Na miejscu XIII-wiecznych sukiennic wzniesiono nowe, które ukończono w roku 1304. Gmach ten uległ znacznym zniszczeniom podczas walk o Ypres podczas I wojny światowej. W latach 1933–1967 został pieczołowicie odbudowany pod egidą architektów J. Coomansa i P.A. Pauwelsa. W 1999 r. zabytek został wpisany na Listę Światowego Dziedzictwa UNESCO. Międzynarodowa organizacja wpisała to dzieło w ramach grupy historycznych beffroi na terenie Niderlandów i północnej Francji. 
Położony przy północnej stronie rynku (Grote Markt) gmach ratusza wraz z historycznymi sukiennicami tworzy integralną, przestrzenną całość. Zbudowany jest na planie nieregularnego czworoboku z wewnętrznym dziedzińcem. Licząca 125 m. szerokości elewacja frontowa jest niemalże w całości przepruta ostrołukowymi arkadami; na parterze mieszczą się podcienia otwarte na zewnątrz arkadami, na piętrze (mieszczącym wewnątrz niegdyś reprezentacyjne sale) maswerkowe okna i płytkie nisze, które tworzą alternację, powyżej zaś u nasady gzymsu rząd ślepych arkad. Nisze arkad I piętra niegdyś mieściły naturalnej wielkości pełnoplastyczne posągi przedstawiające książąt Flandrii i władców miasta. Do dziś zachowało się ich kilka. Bramę wejściową w przyziemiu beffroi zdobią nawiązujące do form gotyckich posągi Baldwina IX i Marii Szampańskiej, legendarnych założycieli budynku oraz króla Alberta I Koburga i królowej Elżbiety Bawarskiej, za których panowania odbudowano ratusz. Powyżej arkady wejściowej znajduje się figura Marii z Thuyne, patronki miasta.
Stanowiąca akcent środkowy fasady kwadratowa w planie wieża - beffroi (wys 70 m.), z narożnymi wieżyczkami i smukłym ostrosłupowym hełmem z latarnią, mieści wewnątrz carillon z 49 dzwonami. Niegdyś w wieży znajdowały się skarbiec, archiwum, a także małe więzienie. U schyłku średniowiecza i w dobie nowożytnej z wieży zrzucano koty, uważane za przyczynę epidemii, utożsamiane były z czarną magią i czarownicami. Na pamiątkę tego obyczaju ma miejsce Kattestoet - cykl tańców i zabaw, którego uczestnicy przebierają się za koty, czarownice lub dawnych mieszkańców miasta. Impreza odbywa się co trzy lata, w drugą niedzielę maja. 
Przestrzenne pomieszczenia wnętrza parteru mieszczą sale wystawowe, na piętrze znajduje się siedziba władz, pozostałe pomieszczenia wraz z dawnymi magazynami sukna mieszczącymi się w najwyższej trzeciej kondygnacji zostały zaadaptowane na In Flanders Fields Museum – muzeum poświęcone I wojnie światowej i walkom pod Ypres. 
Prostopadle do fasady przylega budynek Nieuwerck, mieszczący główne pomieszczenia władz miejskich, wzniesiony w stylu manieryzmu niderlandzkiego w latach 1619-1622 na gotyckim zrębie.

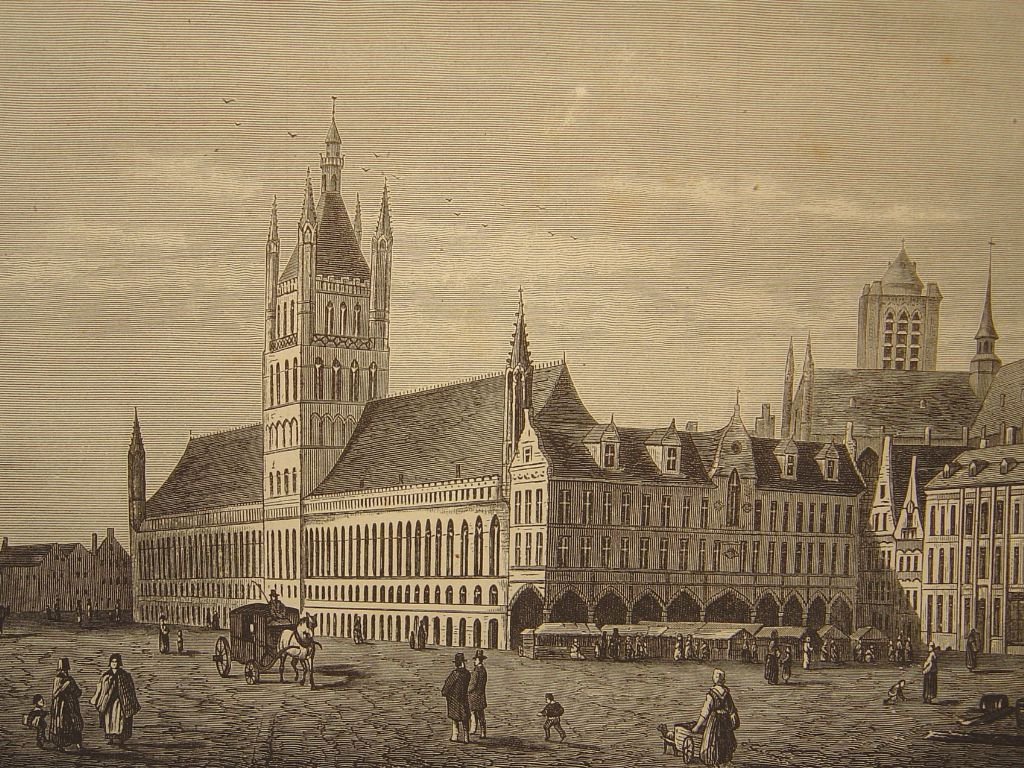
Przedwojenny widok ratusza
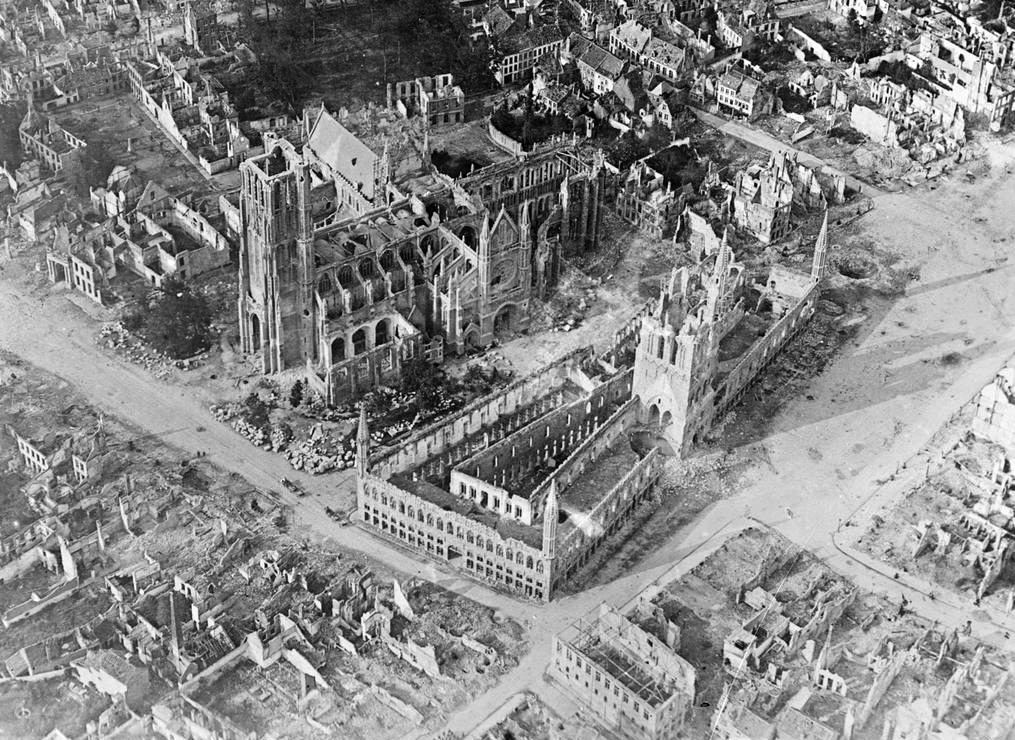
Widok na zniszczony rynek z ratuszem i kościołem Św. Marcina
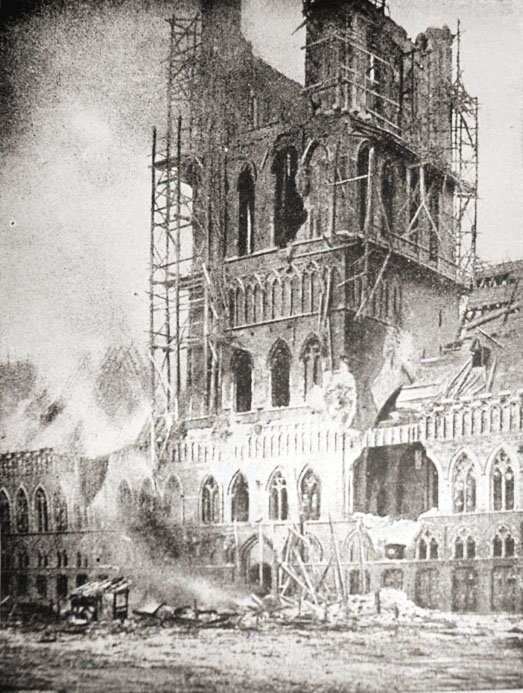
Pożar ruin ratusza w 1916
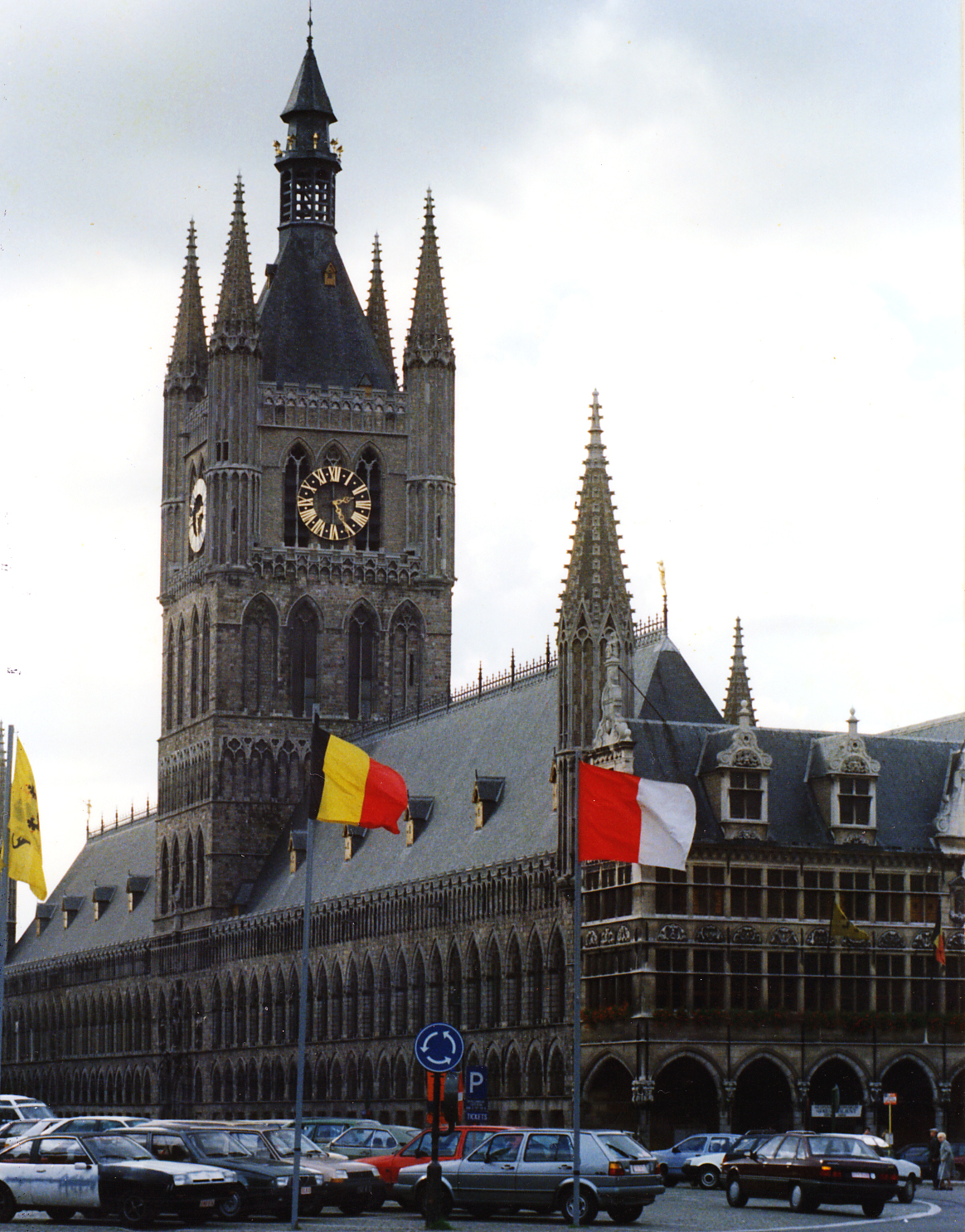
Ratusz dziś